# Рупи
Рупи́ (фр. Roupy) — коммуна во Франции, находится в регионе Пикардия. Департамент коммуны — Эна. Входит в состав кантона Сен-Кантен-1. Округ коммуны — Сен-Кантен.
Код INSEE коммуны — 02658.

## Население
Население коммуны на 2010 год составляло 241 человек.
| 1962 | 1968 | 1975 | 1982 | 1990 | 1999 | 2010 |
| ---- | ---- | ---- | ---- | ---- | ---- | ---- |
| 244  | 255  | 244  | 240  | 295  | 262  | 241  |

## Экономика
В 2010 году среди 156 человек трудоспособного возраста (15—64 лет) 109 были экономически активными, 47 — неактивными (показатель активности — 69,9 %, в 1999 году было 71,6 %). Из 109 активных жителей работали 96 человек (53 мужчины и 43 женщины), безработных было 13 (7 мужчин и 6 женщин). Среди 47 неактивных 13 человек были учениками или студентами, 21 — пенсионерами, 13 были неактивными по другим причинам.